# Allocation de parent isolé
Pour les articles homonymes, voir API.
L’allocation de parent isolé (API) était une prestation sociale française visant à aider financièrement certaines familles monoparentales. Elle était versée par les caisses d'allocations familiales (CAF) ou la mutualité sociale agricole (MSA).

## Historique
La loi n° 2008-1249 du 1er décembre 2008 généralisant le revenu de solidarité active et réformant les politiques d’insertion, impulsée par Martin Hirsch, et applicable à compter du 1er juin 2009, l'a supprimée et remplacée par le « revenu de solidarité active » (RSA).

## Conditions
Un parent (ou futur parent) pouvait bénéficier de l'API sous certaines conditions :
- vivre seul à la suite d'un veuvage, d'une séparation ou d'un divorce, et avoir à charge un ou plusieurs enfants, ou vivre seule et être enceinte ;
- résider en France ;
- disposer de ressources inférieures à un plafond dont le montant dépendait de la nouvelle composition familiale.